# Peperomia elmeri
Peperomia elmeri är en pepparväxtart som beskrevs av C. Dc.. Peperomia elmeri ingår i släktet peperomior, och familjen pepparväxter. Inga underarter finns listade i Catalogue of Life.